# Abdellatif Hssaini
 (janvier 2013).
Si vous disposez d'ouvrages ou d'articles de référence ou si vous connaissez des sites web de qualité traitant du thème abordé ici, merci de compléter l'article en donnant les références utiles à sa vérifiabilité et en les liant à la section « Notes et références ».
Abdellatif Hssaini, né en 1979 à Aglou, dans la province de Tiznit au Maroc, est un chercheur, formateur et auteur spécialisé dans les technologies de l'information et de la communication pour l'enseignement (TICE). Il est également connu pour ses travaux en conception de supports multimédias dédiés à l'enseignement de la langue et de la culture amazighes.
Abdellatif Hssaini entame sa carrière en tant qu'enseignant, avant d’occuper divers postes dans l’administration éducative. Il s’investit activement dans plusieurs associations et organismes nationaux et internationaux œuvrant pour l’intégration des TICE dans l’éducation.
En 2006, il reçoit le Prix de l’innovation pédagogique décerné conjointement par Microsoft et le ministère marocain de l'Éducation nationale, en reconnaissance de ses projets novateurs en matière d’intégration des outils numériques dans l’enseignement.
Hssaini s’illustre par ses nombreuses contributions à la promotion de l’usage du numérique éducatif dans le contexte africain. Il est fondateur du portail AfricTICE Network, une plateforme panafricaine dédiée au partage d’expériences, de ressources et de bonnes pratiques en éducation et technologies. 